# 阿尔沃拉达 (托坎廷斯州)
阿尔沃拉达（葡萄牙語：Alvorada）是巴西托坎廷斯州的一个市镇。总面积1212.161平方公里，总人口7976人，人口密度6.6人/平方公里。